# 朱虹 (1941年)
朱虹 （1941年10月21日—），香港女演员，出生于云南昆明，香港1950-1970年代女演员，是香港三大左派电影公司之一的凤凰影业公司的当家花旦。

## 生平
朱虹原名朱园园或朱圆圆，出生於云南昆明。曾就读于昆明南菁、双塔小学和昆明女子中学（现昆明二十八中）。1955年移居香港，先后就读于明德、真光和香岛中学。在香岛中学读书时因为一个偶然的机会被鲍方的夫人刘甦相中更被女导演任意之赏识踏进演艺界成了凤凰影业公司的演员，朱石麟为她取艺名为朱虹。1957年主演喜剧电影《情窦初开》一炮而红，拍片量大增，成为凤凰影业公司的当家花旦，作品有《小月亮》、《画皮》、《屈原》、《风头人物》、《父子情》等，1981年拍完《父子情》后息影，转往幕后工作，1985年开始担任银都机构行政公关、执行监制，也是香港华南影业工作者联合会理事，亦担任康文署电影组顾问及云南省政协委员。

## 个人生活
朱虹舅公是缪云台，父亲朱希贤曾就读于孙中山亲自创办的黄埔军校，回到家乡在云南省主席龙云直属的省政府护卫营任营长，母亲杨美云是昆明市“昆华女子中学”的校花。丈夫为大她13岁的凤凰影业公司经理陈静波，两人1970年结婚，在此之前，朱虹有过一个男朋友，因对方去外国发展而分手，1995年陈静波因病去世，两人唯一的儿子现在在美国从事电脑工作。息影后她出了一本名叫《情系香江50年》的书。
2002年赴英国宝石协会学习两年，成为这个协会年龄最大的学生，最后成功取得了珠宝鉴定师资格。

## 电影
| 上映年份 | 电影名           | 角色       |
| 1957年   | 《男大当婚》     | 郭玉玲     |
| 1958年   | 《夜夜盼郎归》   | 鄭靜琴     |
| 1958年   | 《情窦初开》     | 朱玉华     |
| 1959年   | 《青春幻想曲》   | 吳蘅馨     |
| 1959年   | 《野玫瑰》       | 张玫瑰     |
| 1959年   | 《小月亮》       | 刘圆圆     |
| 1960年   | 《有女初长成》   | 梁丹薇     |
| 1960年   | 《五姑娘》       | 五姑娘     |
| 1961年   | 《兰闺阴影》     | 林静芬     |
| 1962年   | 《乱点鸳鸯》     | 爱梅，爱兰 |
| 1963年   | 《八人度蜜月》   | 羅玉琪     |
| 1963年   | 《三凤求凰》     | 蔡兰英     |
| 1963年   | 《四美图》       | 余圓圓     |
| 1964年   | 《风雪一枝梅》   | 徐雪梅     |
| 1964年   | 《金鹰》         | 珊丹       |
| 1964年   | 《男男女女》     | (客串)     |
| 1964年   | 《假婿乘龙》     | 秋香       |
| 1966年   | 《未婚夫妻》     | 女主角     |
| 1966年   | 《审妻》         | 素娘       |
| 1966年   | 《画皮》         | 梅娘       |
| 1967年   | 《烽火孤鸿》     | 女主角     |
| 1968年   | 《沙家浜歼敌记》 | 阿庆嫂     |
| 1968年   | 《周末传奇》     | 阿珍       |
| 1969年   | 《虎口拔牙》     | 女主角     |
| 1970年   | 《大学生》       | 杨慧怡     |
| 1973年   | 《屈原》         | 南后郑袖   |
| 1977年   | 《风头人物》     | 朱主任     |
| 1979年   | 《怪客》         | 柳綺文     |
| 1980年   | 《泰山屠龙》     | 素素       |
| 1981年   | 《父子情》       | 罗妻       |